# U-873
U-873 — большая океанская немецкая подводная лодка типа IXD2 времён Второй мировой войны. Заказ на постройку субмарины был отдан 25 августа 1941 года. Лодка была заложена 17 февраля 1943 года на верфи компании АГ Везер в Бремене под строительным номером 1081, спущена на воду 11 ноября 1943 года, вошла в строй 1 марта 1944 года под командованием капитан-лейтенанта Фридриха Штейнхоффа.

## Флотилии
- 1 марта 1944 года — 31 января 1945 года 4-я флотилия (учебная)
- 1 февраля — 8 мая 1945 года 33-я флотилия

## Боевая служба
Лодка совершила один боевой поход, успехов не достигла.
Сдалась союзникам в Портсмуте, Нью-Гемпшир, 17 мая 1945 года. Использовалась для испытаний, разделана на металл в 1948 году.